# Ronald Graham
Ronald Lewis Graham (Taft, 31 ottobre 1935 – San Diego, 6 luglio 2020) è stato un matematico statunitense, conosciuto come uno dei massimi contributori nell'ambito della matematica discreta, come per esempio nella geometria computazionale e nella teoria di Ramsey.

## Riconoscimenti
- 1971 Premio Pólya
- 1993 Medaglia Eulero
- 2003 Premio Steele